# Бајенам ле Саненгам
Бајенам ле Саненгам (фр. Bayenghem-lès-Seninghem) насеље је и општина у североисточној Француској у региону Север-Па д Кале, у департману Па де Кале која припада префектури Сент Омер.
По подацима из 2011. године у општини је живело 330 становника, а густина насељености је износила 99,1 становника/km². Општина се простире на површини од 3,33 km². Налази се на средњој надморској висини од 64 метара (максималној 170 m, а минималној 50 m).

## Демографија
| 1962. | 1968. | 1975. | 1982. | 1990. | 1999. | 2011. |
| ----- | ----- | ----- | ----- | ----- | ----- | ----- |
| 191   | 192   | 203   | 235   | 294   | 304   | 330   |

График промене броја становника у току последњих година